# Земляничная поляна
«Земляничная поляна» (швед. Smultronstället) — чёрно-белый фильм 1957 года шведского режиссёра Ингмара Бергмана; награждён призом «Золотой медведь» Берлинского кинофестиваля (1958), получил премию ФИПРЕССИ (1958), «Золотой глобус» (1960) и множество других наград.

## Сюжет
Деятельность 78-летнего профессора медицины Исака Борга из Стокгольма была отмечена учёным сообществом в Лунде (Honoris causa). Туда он отправляется на автомобиле вместе с невесткой — Марианной. Накануне уже были куплены билеты на самолёт, но что-то заставляет профессора внезапно изменить план поездки. По пути они заезжают в место, где профессор жил давным-давно, в юности, и где сохранился заброшенный дом многочисленного некогда семейства. Виды прошлого вызывают в седом уже Борге глубокие воспоминания.
Во время путешествия к профессору присоединяются несколько молодых попутчиков, происходит встреча со старыми знакомыми и благодарными пациентами. По дороге он также заезжает к своей старой матери, живущей в одиночестве. Встречи и дорожные происшествия перемежаются видениями и снами, в которых возникают картины прошлого, где он встречается со своей семьёй — молодыми братьями, кузинами, родителями, покойной женой. Нахлынувшие воспоминания и переживания в совокупности с предстоящим празднованием 50-летия профессиональной деятельности вызывают у Исака Борга ностальгию и потребность высказаться. На протяжении всего фильма с экрана звучат внутренние монологи главного героя.
В пути невестка откровенно рассказывает Боргу о проблемах с его сыном, говорит, что тот очень похож на своего отца (оба — упрямцы), пытается привнести в семейную атмосферу умиротворение и радость. Профессор задумывается о том, в чём он неправ, решает изменить свою замкнутую и  эгоистичную натуру.
Всё путешествие на автомобиле занимает первую половину дня. Благополучно добравшись до Лунда и встретив прилетевшую на самолёте помощницу-домработницу, профессор успевает на церемонию. После состоявшихся торжеств Исак Борг испытывает новые для себя чувства, тепло прощается со своими знакомыми-попутчиками, идёт на примирение с сыном. В заключительной сцене он готовится ко сну так, как будто за этот длинный день он переосмыслил всю свою жизнь и обрёл успокоение.

## Художественные особенности

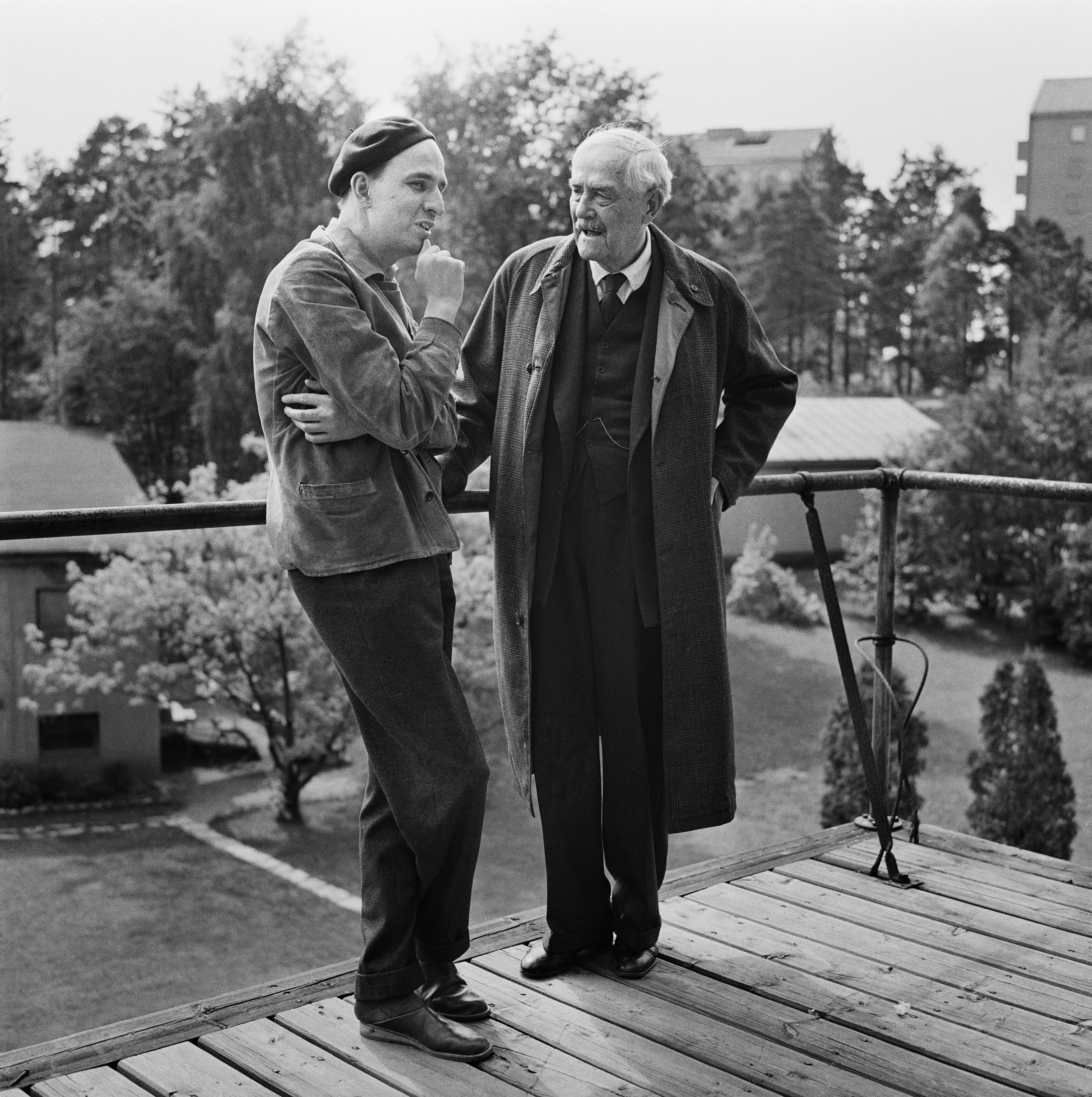
Ингмар Бергман (слева) и Виктор Шёстрём во время съёмок

Smultronstället в дословном переводе со шведского означает земляничное место. Данное выражение также является идиомой, служащей для обозначения любимого места, заветного уголка, связанного с положительными эмоциями и воспоминаниями. Сценарий к этому фильму написал сам режиссёр, в то время, когда он находился в больнице.
Ключевые роли в этом фильме исполнили киноактёры, постоянно снимавшиеся у Бергмана — Ингрид Тулин, Гуннар Бьёрнстранд и Биби Андерссон, а основную роль профессора Исака Борга сыграл пожилой режиссёр Виктор Шёстрём, которому было глубоко за семьдесят. Макс фон Сюдов тоже снялся в этом фильме, исполнив второстепенную роль. Премьера фильма состоялась 26 декабря 1957 года в Швеции.
Несмотря на то, что эта кинолента относится к ранним фильмам Ингмара Бергмана, она считается одной из лучших его работ. Здесь он пользуется теми сюжетными и стилевыми средствами, которые позже стали характерными чертами его творчества. Особенно удачно Ингмар Бергман использует в этой ленте приём ретроспективы — вся жизнь главного героя проходит перед глазами зрителя.
В фильме несколько раз демонстрируются часовые циферблаты без стрелок, создавая аллегорию отсутствующего или остановившегося времени. И, однако, хронологическая привязка некоторых событий даётся скрупулёзно: первый тревожный сон снится профессору «под утро в ночь на субботу 1 июня», он просыпается ровно в три часа, о чём свидетельствует бой настенных часов, далее, в разговоре с экономкой эти часы попадают в кадр и показывают то самое начало четвёртого, то затем — пять минут четвёртого. В эти же несколько минут разговора ещё укладывается фраза профессора о том, что начало церемонии назначено на 17 часов и за оставшиеся 14 он успеет добраться на машине. Когда автомобиль выезжает из города, часы на ратуше бьют четыре раза.

## В ролях
- Главные роли
  - Виктор Шёстрём — профессор Исак Борг
  - Биби Андерссон — Сара, кузина Исака; Сара, попутчица
  - Ингрид Тулин — Марианна Борг, невестка Исака

- Второстепенные роли

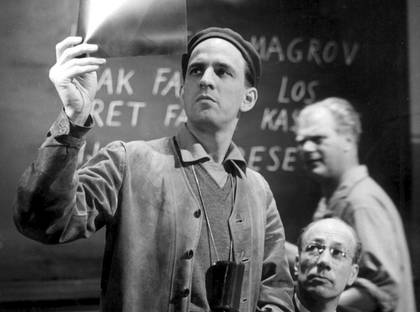
Ингмар Бергман и Гуннар Шёберг на съёмках фильма

  - Гуннар Бьёрнстранд — Эвальд Борг, сын Исака
  - Юллан Киндаль — Агда, экономка Исака Борга
  - Фульке Сундквист — Андерс
  - Бьорн Бьельфвенстам — Виктор
  - Найма Вифстранд — мать Исака
  - Гертруд Фрид — Карин, жена Исака
  - Сиф Рюд — тётя Ольга
  - Гуннар Шёберг — Стен Альман, инженер
  - Гуннель Брустрём — Берит Альман, его жена
  - Макс фон Сюдов — Генрик Окерман, владелец бензоколонки
  - Анн-Мари Виман — Эва Окерман, его жена
  - Оке Фридель — любовник Карин
  - Юнгве Нурдваль — дядя Арон
  - Пер Шёстранд — Зигфрид Борг
  - Гио Петре — Зигбритт Борг
  - Гуннель Линдблум — Шарлотта Борг
  - Маун Ханссон — Анжелика Борг
  - Ева Норе — Анна Борг
  - Лена Бергман — Кристина Борг, первая девочка-близнец
  - Моника Эрлинг — Биргитта Борг, вторая девочка-близнец

## Отзывы
На сайте Internet Movie Database на март 2025 года фильм имеет рейтинг 8,1 балла (всего проголосовало более 119 тыс. человек), причём почти три четверти респондентов поставили фильму не менее 8 баллов по 10-балльной шкале. На середину марта 2025 года фильм занимал 210-е место в списке 250 лучших фильмов по версии IMDB.
Сайт Rotten Tomatoes дал фильму рейтинг 94%: 46 из 49 экспертов написали положительный отзыв.

## Награды
Берлинский кинофестиваль:
- 1958 — Золотой медведь (Ингмар Бергман)

### Номинации
Оскар:
- 1960 — Лучший оригинальный сценарий (Ингмар Бергман)